# Miguel Rodríguez (nikaraguański piłkarz)
Miguel Antonio Rodríguez Agurcia (ur. 13 czerwca 2003 w Ocotal) – nikaraguański piłkarz występujący na pozycji bramkarza, reprezentant Nikaragui, od 2023 roku zawodnik fińskiego SJK.